# Caza furtiva

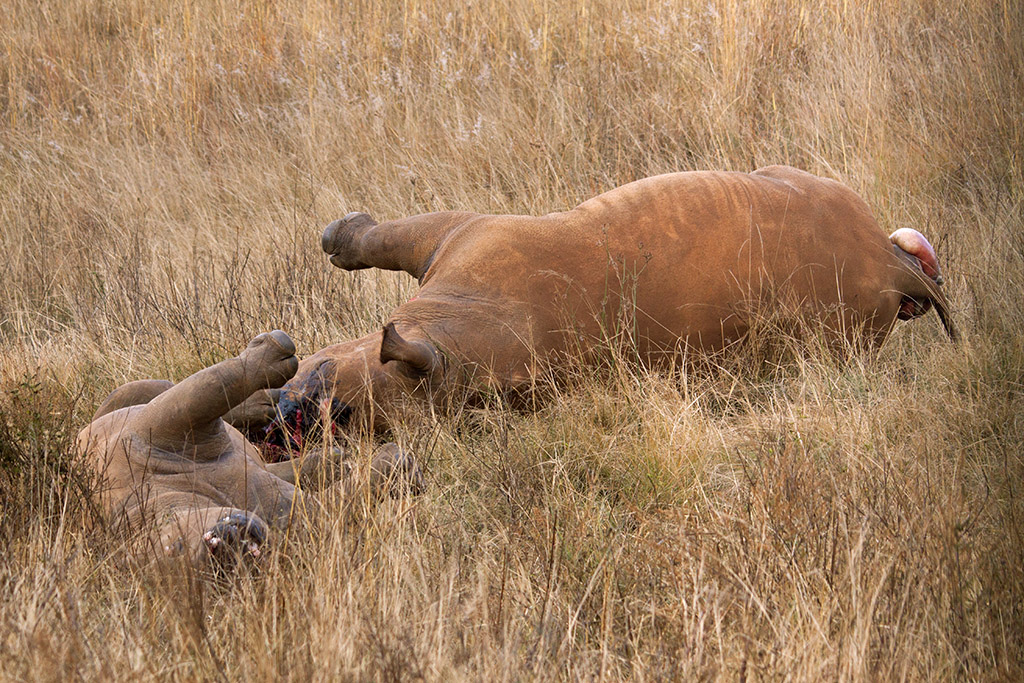
Un par de rinocerontes (madre y cría) que fueron cazados de manera furtiva por sus cuernos.

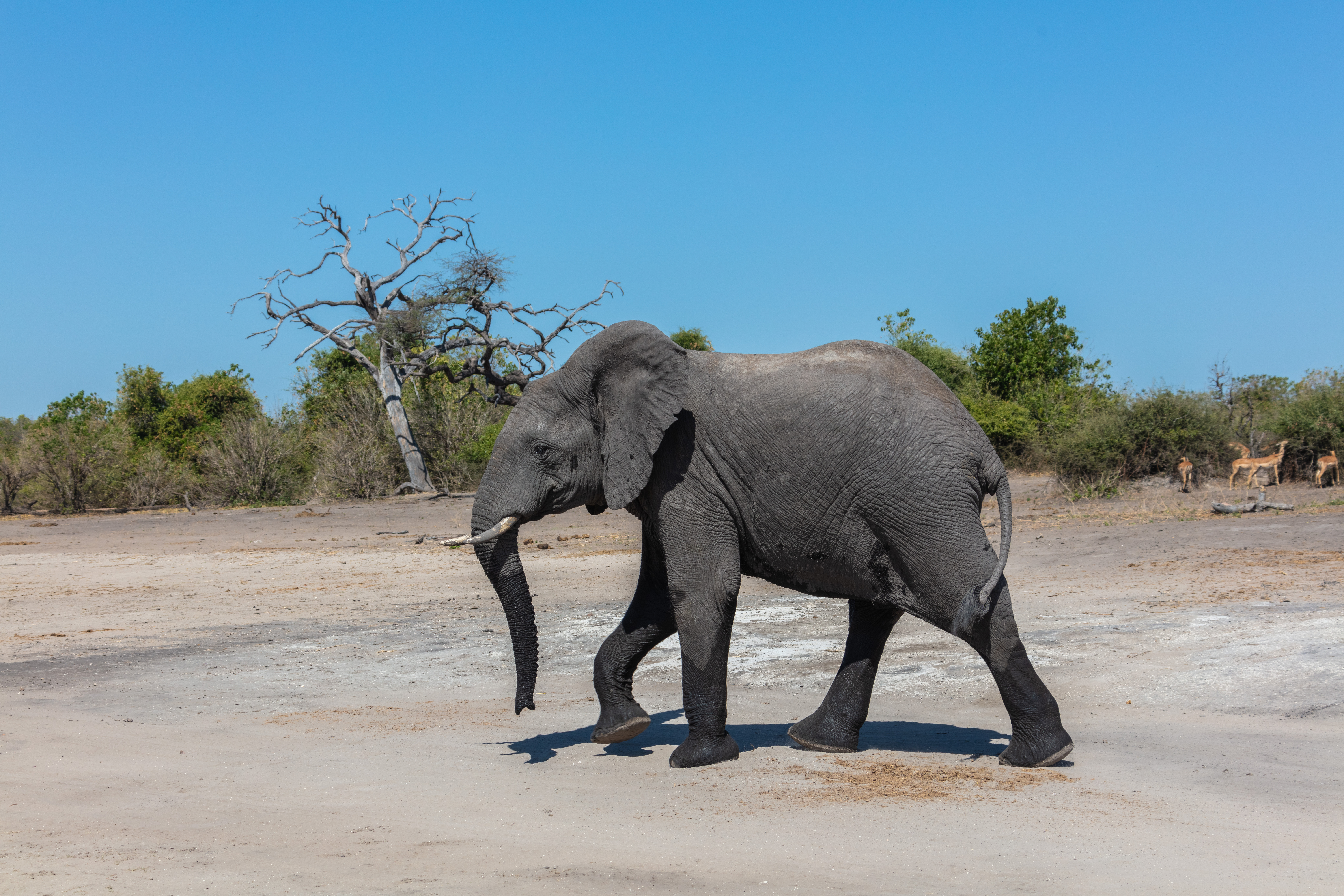
Ejemplar de elefante africano de sabana (Loxodonta africana), presa habitual de la caza furtiva por sus colmillos de marfil.

La palabra caza furtiva (también llamada furtivismo) es el término empleado para definir a la caza o pesca ilegal, en zonas vedadas a la caza. 
Una caza puede ser ilegal debido a:
- La caza o la pesca se realiza fuera de la temporada legalmente establecida.
- El cazador furtivo no posee una licencia de caza.
- El dispositivo usado es un arma ilegal para el animal.
- El animal o la planta está en un área de restricción de caza.
- El derecho a cazar ese animal es reclamado por alguien.
- Los medios usados son ilegales (por ejemplo trampas, reflectores para atontar o paralizar venados o liebres o explosivos para matar peces).
- El animal (incluyendo peces) está protegido por leyes, o ha sido listado como especie en vías de extinción o amenazada (ejemplo Especies amenazadas, Acta de Especies Amenazadas, en EE. UU.).
- El animal o la planta han sido marcados por un investigador (para obtener datos de población, migraciones, etc.)

Se estima que el tráfico de vida silvestre ilegal es al menos de 10 mil millones de dólares.
El furtivismo vegetal, o "tala furtiva" también crece. Un ejemplo prominente es la remoción de Ginseng en el Parque Nacional de las Grandes Montañas Humeantes. Se estima que las plantas secas de ginseng robado, se ubica en el "mercado negro" a no menos de entre 450 y 500 dólares el gramo.

## Aspectos históricos

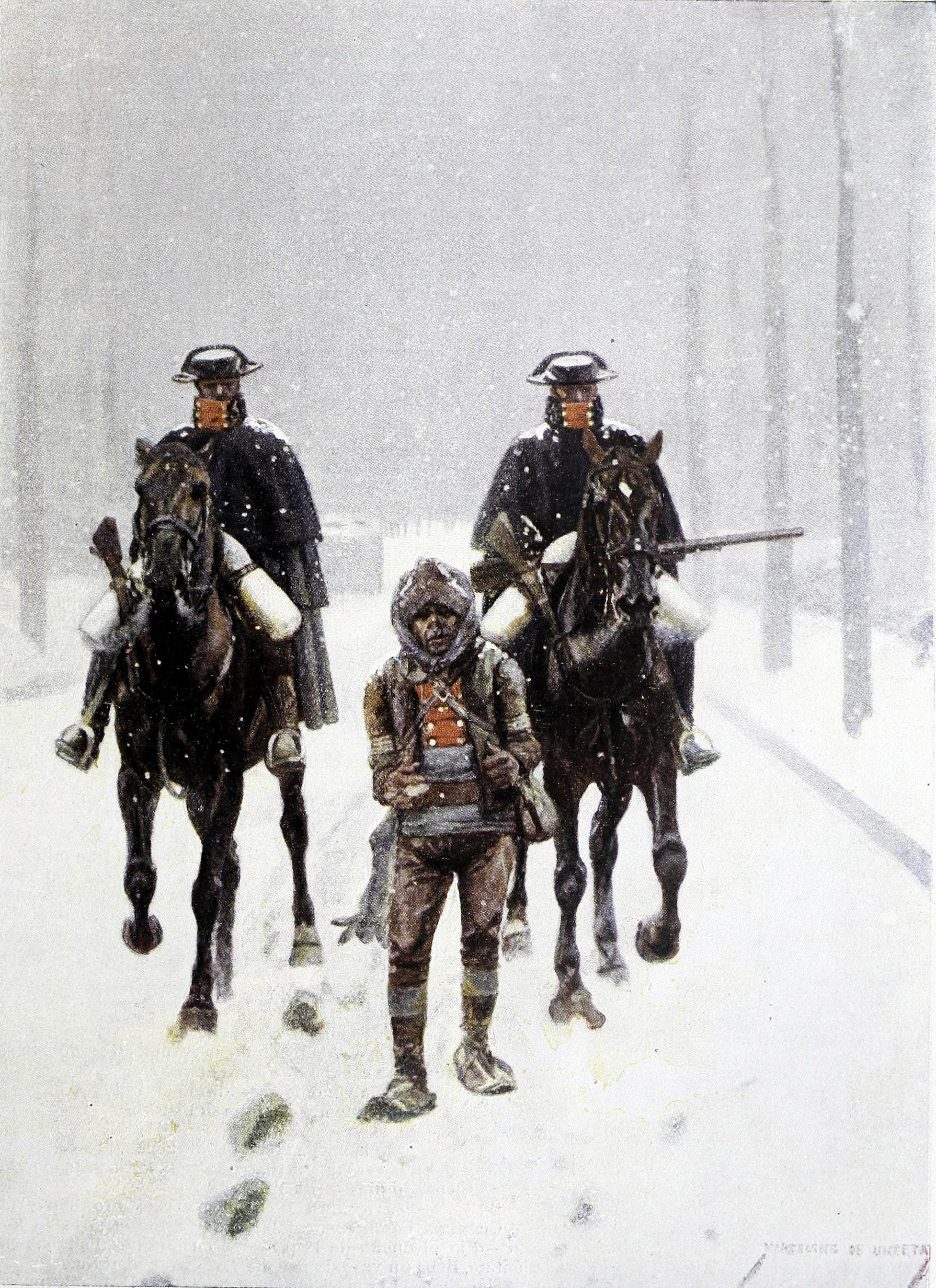
Cuadro titulado "Cazador furtivo", apresado por la Guardia Civil. diciembre de 1900. Marcelino de Unceta (1835–1905) Fuente: Revista Blanco y Negro (num 500). ISSN 0006-4572.

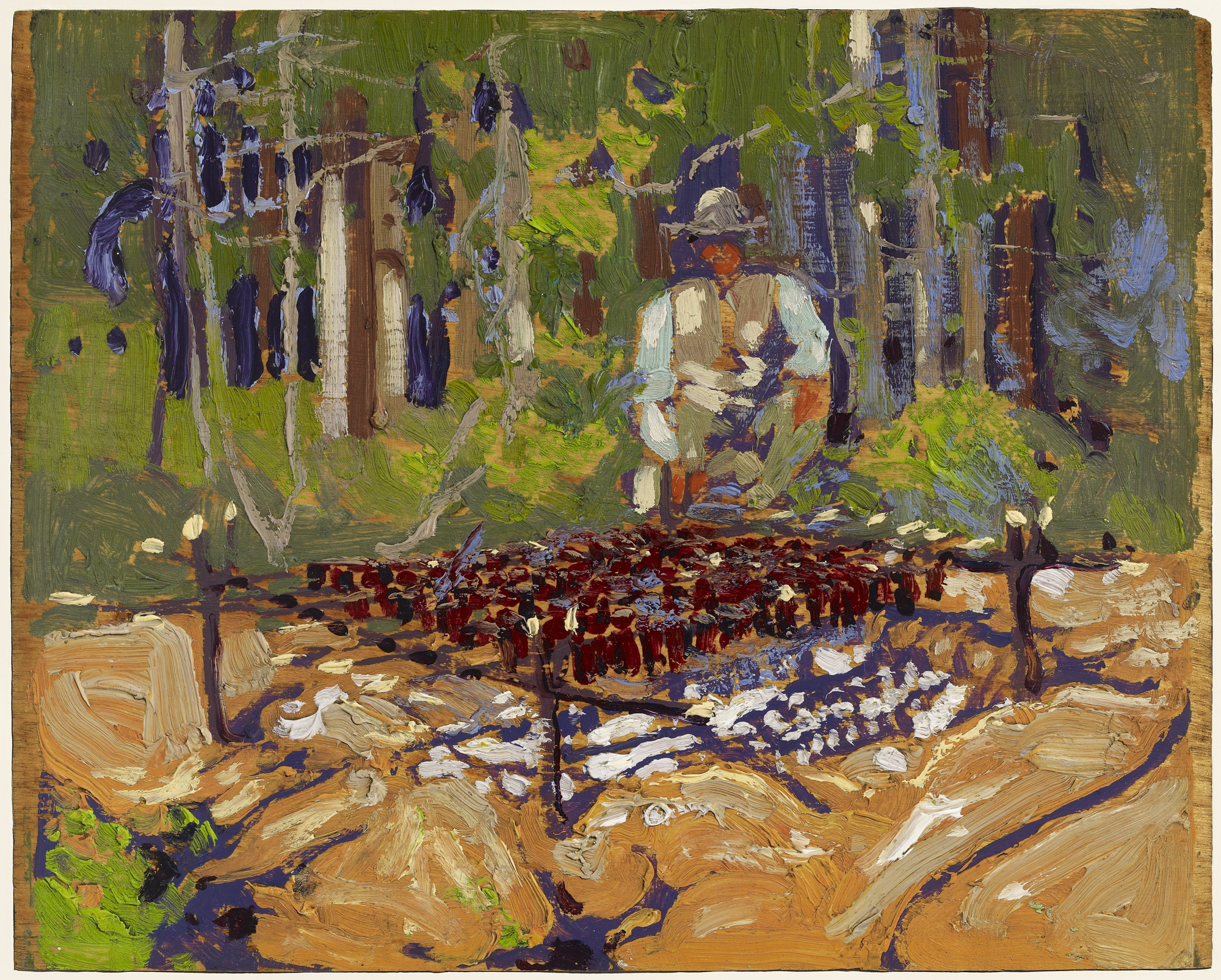
Cuadro El cazador furtivo, obra de 1912 de Tom Thomson (1877–1917).

En la Edad Media, la caza furtiva en terrenos reales, era una forma de caza para sobrevivir única de los pobres, especialmente durante los tiempos en donde cazar era un privilegio reservado a los dueños de la tierra y a la nobleza. En el siglo XVI, en caso de matar a un ciervo (considerado animal de la realeza en muchos lugares de Europa) se podría aplicar como castigo la pena de muerte.
Los animales pequeños típicamente cazados por los pobres eran conejos, usando lazos y cetrería. La caza genuina requería armas, considerable destreza y tiempo libre, que el habitante campesino promedio simplemente no tenía. Un campesino estaba muy lejos de poder cazar el ciervo del señor. Matar un ciervo era considerado una caza furtiva, sin importar la causa. En el período medieval, los animales silvestres eran considerados la mayor fuente de alimento, debido a varias hambrunas que aniquilaban otras reservas de comida; y esto incrementaba la caza furtiva.
En Inglaterra, esta práctica era bastante común, y aumentó hacia fines del siglo XX. Hay evidencia que la caza furtiva fue la mayor fuente de alimento de los pobres rurales. Muchas canciones folclóricas tradicionales inglesas exaltan esta práctica (como en Cazador furtivo de Lincolnshire) o las consecuencias de ser capturado (por ejemplo, en Tierra de Van Diemen). Quizás debido a esto, la caza furtiva ha sido vista con un dejo de nostálgico romanticismo en algunas áreas, como un noble acto de defender los derechos del pobre y no como un problema con el ecosistema.

## Motivos
Las investigaciones sociológicas y criminológicas sobre la caza furtiva indican que en América del Norte las personas cazan furtivamente para obtener un beneficio comercial, para el consumo doméstico, para la trofeos, por placer y por la emoción de matar animales silvestres o porque no están de acuerdo con ciertas normas de caza, reclaman un derecho tradicional a cazar o tienen una disposición negativa hacia la autoridad legal. En las zonas rurales de Estados Unidos, los principales motivos para la caza furtiva son la pobreza. Las entrevistas realizadas a 41 cazadores furtivos en la cuenca del río Atchafalaya en Luisiana revelaron que 37 de ellos cazan para proveerse de alimentos a sí mismos y a sus familias; 11 declararon que la caza furtiva forma parte de su historia personal o cultural; nueve ganan dinero con la venta de la caza furtiva para mantener a sus familias; y ocho se sienten entusiasmados y emocionados por superar a los guardias de caza.
En las zonas rurales de África, los motivos principales de la caza furtiva son la falta de oportunidades de empleo y un potencial limitado para la agricultura y la producción ganadera. Los pobres dependen de los recursos naturales para su supervivencia y generan ingresos en efectivo a través de la venta de carne de animales silvestres, que alcanza precios elevados en los centros urbanos. Las partes del cuerpo de la fauna silvestre también son demandadas para la medicina tradicional y las ceremonias.
La existencia de un mercado internacional para la fauna y flora silvestres cazadas furtivamente implica que bandas bien organizadas de cazadores furtivos profesionales entran en zonas vulnerables para cazar, y sindicatos del crimen organizan el tráfico de partes del cuerpo de la fauna y flora silvestres a través de una compleja red de interconexión hacia mercados fuera de los respectivos países de origen. El conflicto armado en África se ha relacionado con la intensificación de la caza furtiva y la disminución de la vida silvestre dentro de las áreas protegidas, probablemente reflejando la interrupción de los medios de vida tradicionales, que hace que la gente busque fuentes de alimentación alternativas.
Los resultados de una encuesta realizada en varias aldeas de Tanzania indican que uno de los principales motivos de la caza furtiva es el consumo y la venta de carne de animales silvestres. Por lo general, la carne de animales silvestres se considera un subconjunto de la caza furtiva debido a que se cazan animales sin tener en cuenta las leyes que conservan ciertas especies de animales. Muchas familias consumen más carne de animales silvestres si no hay fuentes alternativas de proteínas disponibles, como el pescado. Cuanto más lejos estaban las familias de la reserva, menos probable era que cazaran ilegalmente animales silvestres para obtener carne de caza. Era más probable que cazaran carne de animales silvestres justo antes de la temporada de cosecha y durante las lluvias intensas, ya que antes de la temporada de cosecha no hay mucho trabajo agrícola y las lluvias intensas ocultan las huellas humanas y facilitan que los cazadores furtivos se salgan con la suya.
La pobreza parece ser un gran impulso para que la gente practique la caza furtiva, algo que afecta tanto a los residentes en África como en Asia. Por ejemplo, en Tailandia, hay relatos anecdóticos sobre el deseo de una vida mejor para los niños, que impulsan a los cazadores furtivos rurales a arriesgarse a cazar aunque les disguste explotar la vida salvaje.
Otra de las principales causas de la caza furtiva es la gran demanda cultural de productos derivados de la fauna salvaje, como el marfil, que se consideran símbolos de estatus y riqueza en China. Según Joseph Vandegrift, China experimentó un inusual repunte en la demanda de marfil en el siglo XXI porque el auge económico permitió que más chinos de clase media tuvieran un mayor poder adquisitivo, lo que les incentivó a mostrar su nueva riqueza mediante el uso de marfil, que ha sido un bien escaso desde la dinastía Han.
En China hay problemas con la conservación de la fauna salvaje, concretamente en relación con los tigres. Varios autores colaboraron en el artículo "Actitud pública hacia la cría de tigres y su conservación en Pekín, China" (Public attitude toward tiger farming and tiger conservation in Beijing, China), y exploraron la opción de si sería mejor política criar tigres en una granja o ponerlos en un hábitat de conservación de la fauna para preservar la especie. Mediante una encuesta realizada a 1.058 residentes de Pekín (China) intentaron calibrar la opinión pública sobre los tigres y los esfuerzos de conservación de los mismos. Se les preguntó sobre el valor de los tigres en relación con la ecología, la ciencia, la educación, la estética y la cultura. Sin embargo, surgió una razón por la que los tigres siguen siendo muy demandados en el comercio ilegal: culturalmente, siguen siendo símbolos de estatus de riqueza para la clase alta, y todavía se cree que tienen misteriosos efectos medicinales y sanitarios.

## Efectos

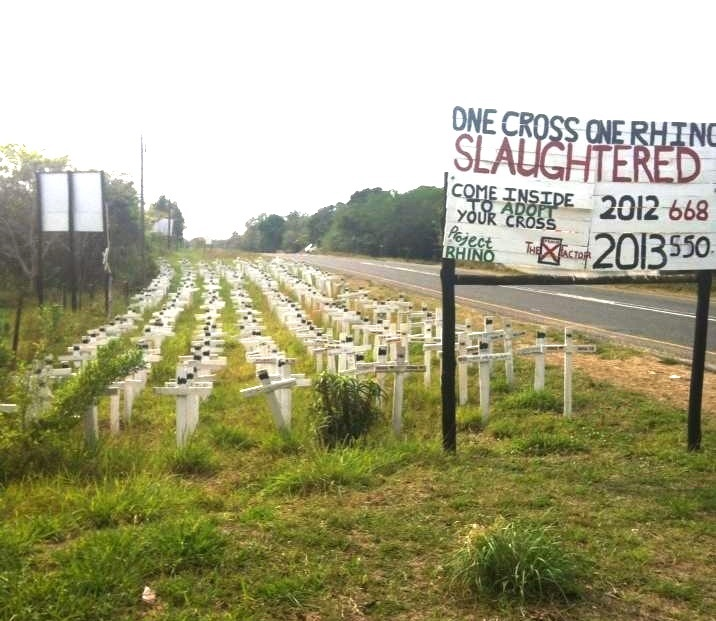
Monumento a los rinocerontes muertos por cazadores furtivos cerca del estuario de Santa Lucía, Sudáfrica
Más información: Especies afectadas por la caza furtiva.

Los efectos perjudiciales de la caza furtiva pueden incluir:
- Desfaunación y alteración de la flora de los bosques: los depredadores, herbívoros y vertebrados frugívoros no pueden recuperarse tan rápido en comparación con la velocidad a la que son eliminados de un bosque; a medida que sus poblaciones disminuyen, se altera el patrón de depredación y dispersión de semillas; las especies arbóreas con semillas grandes dominan progresivamente un bosque, mientras que las especies vegetales de semillas pequeñas se extinguen localmente.[13]
- Reducción de las poblaciones de animales en libertad y posible extinción.[14]
- El tamaño efectivo de las zonas protegidas se reduce, ya que los cazadores furtivos utilizan los bordes de estas zonas como recursos de libre acceso.[15]
- Los destinos turísticos de fauna salvaje se enfrentan a una publicidad negativa; los titulares de un permiso para usos del suelo basados en la fauna salvaje, los operadores turísticos de viajes y alojamientos pierden ingresos; se reducen las oportunidades de empleo.[5]
- Aparición de enfermedades zoonóticas causadas por la transmisión de cadenas de retrovirus muy variables:
  - Los brotes del virus del Ébola en la cuenca del Congo y en Gabón en la década de 1990 se han relacionado con la matanza de simios y el consumo de su carne[39].
  - El brote de coronavirus del Síndrome respiratorio agudo grave en Hong Kong de 2002 se atribuye al contacto y consumo de carne de civetas de palma, perros mapaches, tejones hurones chinos y otros pequeños carnívoros disponibles en los mercados de animales salvajes del sur de China[16]
  - Los cazadores de carne de animales silvestres de África central infectados por el virus linfotrópico T humano estuvieron estrechamente expuestos a primates salvajes[17]
  - Los resultados de las investigaciones sobre chimpancés salvajes centrales en Camerún indican que están infectados de forma natural por el virus espumoso de los simios y constituyen un reservorio del VIH-1, precursor del síndrome de inmunodeficiencia adquirida en humanos.[18]

## Productos

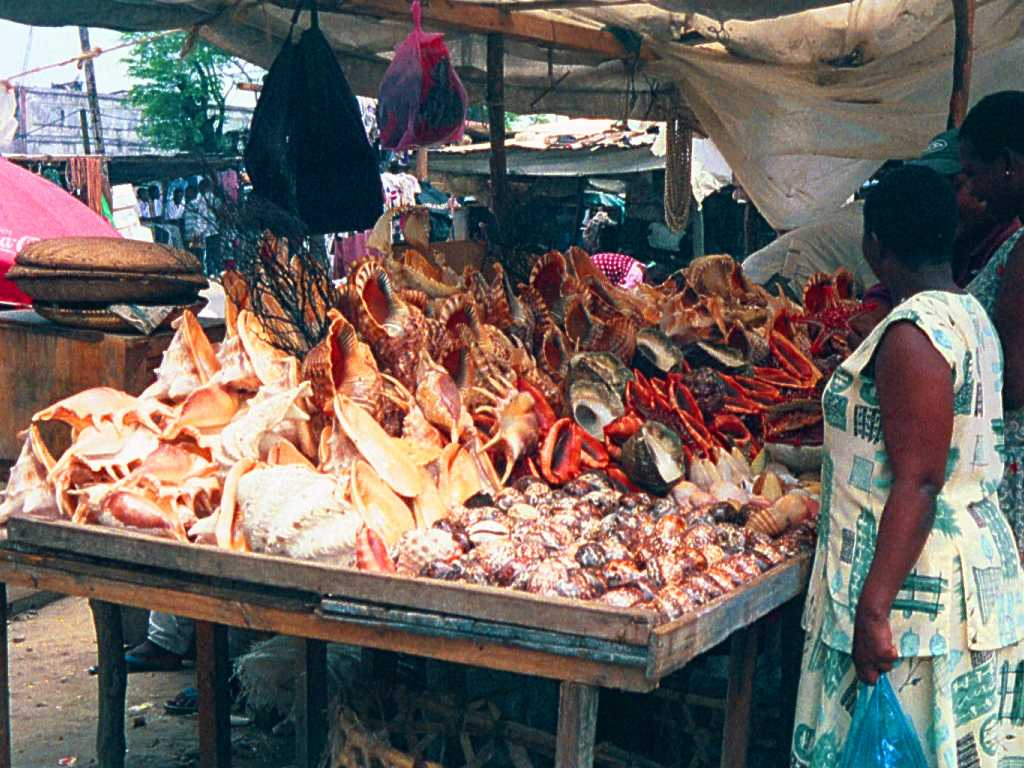
Un vendedor de conchas marinas en Tanzania vende a los turistas conchas que han sido extraídas vivas del mar, matando al animal que había en su interior.

Tradicionalmente, en algunas culturas se cree que  partes del cuerpo de muchos animales, como tigres y rinocerontes, tienen ciertos efectos positivos en el cuerpo humano, como aumentar la virilidad y curar el cáncer. Estas partes se venden en el mercado negro en zonas donde se practican estas creencias, sobre todo en países asiáticos como Vietnam y China, en el mercado negro. Estas creencias médicas alternativas son pseudocientíficas y no están respaldadas por la medicina basada en pruebas.

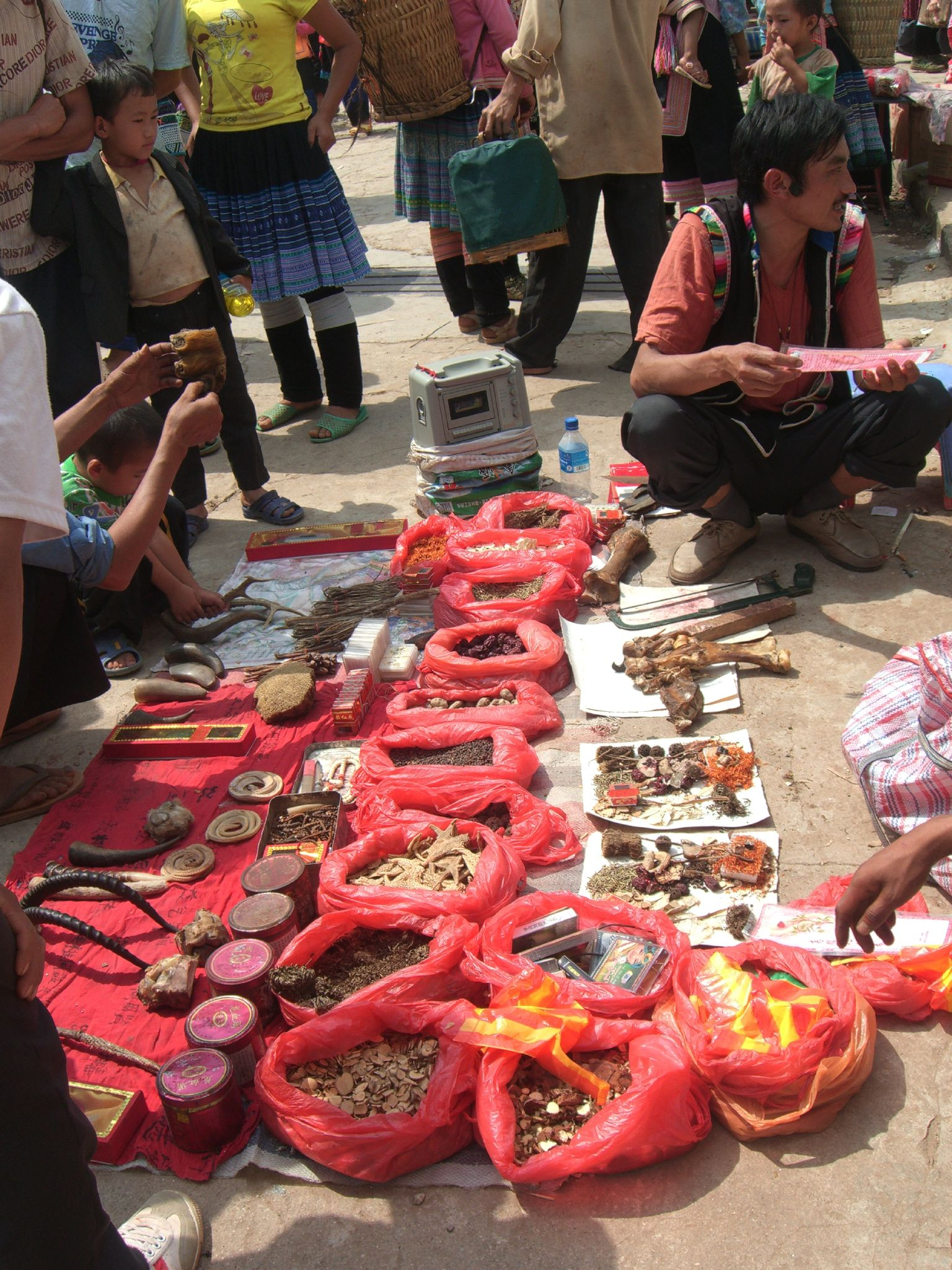
Vendedor de artículos ilegales en un mercado chino para su uso en la medicina tradicional china. Algunas de las piezas fotografiadas incluyen partes de animales, como una garra de tigre.

La medicina tradicional china a menudo incorpora ingredientes de todas las partes de las plantas, la hoja, tallo, flor, raíz, y también ingredientes de animales y minerales. El uso de partes de especies amenazadas (como caballitos de mar, cuernos de rinoceronte, binturong, escamas de pangolín y huesos y garras de tigre) ha creado controversia y dado lugar a un mercado negro de cazadores furtivos. Las arraigadas creencias culturales en la potencia de las partes del tigre son tan arraigadas en China y otros países del este asiático que las leyes que las leyes que protegen incluso a especies en peligro crítico, como el tigre de Sumatra, no impiden la exhibición y venta de estos artículos en mercados abiertos, según un informe de TRAFFIC de 2008, Entre las partes "medicinales" de tigre más populares procedentes de animales cazados furtivamente se encuentran los genitales de tigre, que se cree que mejoran la virilidad, y los ojos de tigre.
Las poblaciones de rinocerontes se enfrentan a la extinción debido a la demanda en Asia (para la medicina tradicional y como artículo de lujo) y en Oriente Medio (donde los cuernos se utilizan como decoración). Un fuerte aumento de la demanda de cuerno de rinoceronte en Vietnam se atribuyó a los rumores de que el cuerno curaba el cáncer, aunque esto no tiene ninguna base científica En 2012, un kilogramo de cuerno de rinoceronte triturado se ha vendido hasta por 60.000 dólares, más caro que un kilogramo de oro. Vietnam es la única nación que produce en masa cuencos hechos para moler cuerno de rinoceronte.
El marfil, material natural de varios animales, desempeña un papel importante en el comercio de materiales animales ilegales y la caza furtiva. El marfil es un material utilizado en la creación de objetos de arte y joyas en los que el marfil se talla con diseños. China es un país consumidor del comercio de marfil y representa una cantidad significativa de las ventas de marfil. En 2012, The New York Times informó de un gran aumento de la caza furtiva de marfil, con cerca del 70% de todo el marfil ilegal fluyendo a China.
La piel también es un material natural muy codiciado por los cazadores furtivos. El Gamsbart, literalmente barba de gamuza, un mechón de pelo que tradicionalmente se llevaba como adorno en los sombreros trachten de las regiones alpinas de Austria y Baviera, se utilizaba antiguamente como trofeo de caza (y de caza furtiva). Antiguamente se fabricaba exclusivamente con pelo de la parte inferior del cuello del rebeco.

## Puntos modernos
Hay muchas acciones nacionales e internacionales tomadas en contra de ciertas clases de "caza furtiva". La caza de marfil fue interdicta en 1989. Las Filipinas tienen más de 400 especies animales amenazadas, todas ilegales para cazar.

## Señalando el problema
Algunas organizaciones estatales de guardabosques hacen uso de "animales robóticos", en áreas de alta visibilidad para ubicar a los cazadores furtivos y arrestarlos luego que les dispararon a esos "animales". Archivado el 26 de diciembre de 2006 en Wayback Machine..

## Terminología moderna
Hasta al menos 1990, el término "furtivismo" se usaba a veces para referirse al acto de alquilar empleados que ya estaban empleados por otra compañía (especialmente un competidor), orquestado por un reclutador referido como un "cazador de cabezas".
En 2007, el término comenzó a usarse para significar estar agobiado por los miembros familiares.